# Уинанс, Аллан Дэвис
Аллан Дэвис Уинанс (англ. Allan Davis Winans, чаще А. Д. Уинанс; род. 12 января 1936, Сан-Франциско) — американский поэт и издатель.

## Биография
Окончив школу, в 1954—1958 годы служил на авиабазе ВВС США в Панаме. Демобилизовавшись, окончил в 1962 году Колледж штата Калифорния в Сан-Франциско. С 1975 по 1980 год работал в комиссии по искусству Сан-Франциско.
Наиболее известен как руководитель малого издательства Second Coming Press (1972—1989) и одноимённого журнала. Входил в руководство всеамериканского Комитета редакторов и издателей малотиражных журналов (COSMEP). Публиковал таких авторов, как Чарльз Буковски, Лоуренс Ферлингетти, Аллен Гинзберг.
Автор около 50 сборников и тома избранных стихотворений «Утопая подобно Ли Бо в реке красного вина» (англ. Drowning Like Li Po in a River of Red Wine; 2010). Напечатал также книгу мемуаров о Буковски и других авторах бит-поколения (англ. Holy Grail: Charles Bukowski & The Second Coming Revolution; 2002).
В 2006 году удостоен премии имени Джозефины Майлз за выдающиеся достижения в области литературы, присуждаемой ПЕН-центром в Окленде. В 2015 году он стал лауреатом премии Кэти Акер в поэзии и издательской деятельности.
Стихотворение Уинанса было положено на музыку Уильямом Болкомом.